# Discografia de Justin Bieber
A discografia de Justin Bieber, cantor canadense de pop e R&B, consiste em um extended play e álbum de estúdio lançados como duas partes de um mesmo trabalho, mais um extended play e cinco álbuns de estúdio, duas coletâneas, três álbuns de remixes, quarenta e seis singles (trinta e nove oficiais e sete promocionais) e trinta e seis videoclipes.
A primeira parte de seu álbum de estreia, My World, foi lançada como um extended play por conter apenas sete faixas em sua edição padrão, além de uma faixa bônus encontrada em algumas versões. O EP posicionou-se entre os vinte mais vendidos em seis países, incluindo a primeira posição nas tabelas musicais do Canadá, assim como a quarta e a sexta no Reino Unido e nos Estados Unidos, respectivamente. O EP ainda foi certificado como platina no Canadá e nos Estados Unidos, assim como o seu single de estreia, "One Time". O segundo single oficial do álbum, "One Less Lonely Girl", alcançou a décima posição no Canadá e recebeu o disco de ouro nos Estados Unidos. Outros dois singles foram retirados do álbum, ambos apenas promocionais: "Love Me" e "Favorite Girl". As outras cinco faixas, incluindo a faixa bônus, posicionaram-se nos Estados Unidos, e três delas no Canadá.
A segunda e última parte de seu álbum de estreia, My World 2.0, teve como primeiro single a canção "Baby", com a participação do rapper Ludacris. Com "Baby", Bieber figurou pela primeira vez no top 10 das principais paradas, alcançando a quinta posição nos Estados Unidos e a terceira no Canadá e Reino Unido, além de chegar ao topo da tabela francesa. O álbum estreou na primeira posição da estadunidense Billboard 200, vendendo 283 mil cópias em sua primeira semana e foi certificado como platina triplo no país. No Brasil, My World 2.0 recebeu o disco de diamante em outubro de 2010 com mais de 160 mil cópias vendidas. O álbum recebeu críticas geralmente positivas e vendeu cerca de vinte milhões de unidades mundialmente, entre cópias físicas e streaming. No final de 2011, o cantor lançou seu segundo álbum de estúdio, o natalino Under the Mistletoe, que vendeu 210 mil cópias em sua primeira semana no mercado norte-americano. O disco teve dois singles: "Mistletoe" e um cover do clássico "All I Want for Christmas Is You", de Mariah Carey, que contou com a participação especial da mesma. No Brasil, Under the Mistletoe foi certificado como platina duplo e como disco triplo de platina no Canadá.
Em março de 2012, Bieber lançou o single "Boyfriend", dando início às divulgações de seu terceiro álbum de estúdio, Believe. A canção teve um bom desempenho, estreando no topo do Canadian Hot 100 e em segundo no Reino Unido, Estados Unidos e Nova Zelândia. O álbum saiu dois meses depois, atingindo a primeira posição em quinze países diferentes e o top 5 em outros onze. Believe vendeu pouco mais de um milhão e meio de unidades só nos Estados Unidos, onde foi certificado platina triplo. O álbum recebeu a mesma certificação no Brasil e Dinamarca e foi platina duplo no Canadá. No total, Believe vendeu cerca de três milhões de cópias físicas mundialmente, chegando a nove milhões de unidades se contadas vendas digitais e streaming. Após o fim das divulgações de Believe e seus subsequentes singles, Bieber entrou em um pequeno hiato e, além do projeto semanal Journals em 2013, só retornou oficialmente no final de 2015 com seu quarto álbum, Purpose. Com os três primeiros singles do álbum: "What Do You Mean?", "Sorry" e "Love Yourself", o cantor pela primeira vez chegou à primeira posição da Billboard Hot 100 e da tabela britânica. Os três singles juntos venderam cerca de dezessete milhões de cópias digitais e se tornaram, junto de "Baby", os maiores sucessos da carreira de Bieber até o momento. Purpose vendeu 649 mil unidades em sua semana de lançamento nos Estados Unidos, a maior estreia do cantor até então, chegando a 1,9 milhões de cópias no país, além de se tornar o álbum mais vendido do artista no Reino Unido, com 810 mil unidades. Somando-se todos os formatos em que foi comercializado, Purpose vendeu o equivalente a quinze milhões de cópias mundialmente.

## Álbuns

### Álbuns de estúdio
| Ano  | Álbum                                                 | Melhores posições | Melhores posições | Melhores posições | Melhores posições | Melhores posições | Melhores posições | Melhores posições | Melhores posições | Melhores posições | Melhores posições | Vendas[A]        | Certificações (vendas necessárias) |
| Ano  | Álbum                                                 | CAN               | ALE               | AUS               | BRA               | DIN               | EUA               | FRA               | HOL               | NZL               | RU                | Vendas[A]        | Certificações (vendas necessárias) |
| ---- | ----------------------------------------------------- | ----------------- | ----------------- | ----------------- | ----------------- | ----------------- | ----------------- | ----------------- | ----------------- | ----------------- | ----------------- | ---------------- | ---------------------------------- |
| 2010 | My World 2.0[B] - Formatos: CD, download digital      | 1                 | 7                 | 1                 | 1                 | 7                 | 1                 | 4                 | 4                 | 1                 | 3                 | - BRA: 265 000   | - ALE: Platina                     |
| 2011 | Under the Mistletoe - Formatos: CD, download digital  | 1                 | 21                | 6                 | 1                 | 2                 | 1                 | 14                | 10                | 7                 | 13                | - EUA: 1 650 000 | - SUE: Ouro                        |
| 2012 | Believe - Formatos: CD, download digital              | 1                 | 3                 | 1                 | 2                 | 1                 | 1                 | 3                 | 1                 | 2                 | 1                 | - BRA: 150 000   | - RU: Ouro                         |
| 2015 | Purpose - Formatos: CD, LP, cassete, download digital | 1                 | 3                 | 1                 | 1                 | 1                 | 1                 | 8                 | 1                 | 1                 | 2                 | - CAN: 340 000   | - ALE: Ouro                        |
| 2020 | Changes - Formatos: CD, LP, cassete, download digital | 1                 | 4                 | 2                 | —                 | 3                 | 1                 | 9                 | 1                 | 2                 | 1                 | - EUA: 254 000   | - RU: Prata                        |
| 2021 | Justice - Formatos: CD, download digital              | 1                 | 4                 | 1                 | —                 | 1                 | 1                 | 8                 | 1                 | 1                 | 2                 | —                | - RU: Prata                        |

### Extended plays
| Ano  | Álbum                                         | Melhores posições | Melhores posições | Melhores posições | Melhores posições | Melhores posições | Melhores posições | Melhores posições | Melhores posições | Melhores posições | Melhores posições | Vendas           | Certificações |
| Ano  | Álbum                                         | CAN               | ALE               | AUS               | BRA               | DIN               | EUA               | FRA               | IRL               | RU                | SUE               | Vendas           | Certificações |
| ---- | --------------------------------------------- | ----------------- | ----------------- | ----------------- | ----------------- | ----------------- | ----------------- | ----------------- | ----------------- | ----------------- | ----------------- | ---------------- | ------------- |
| 2009 | My World - Formatos: CD, LP, download digital | 1                 | 18                | 79                | —                 | 7                 | 5                 | 2                 | 1                 | 4                 | 17                | - EUA: 1 080 000 | - SUE: Ouro   |
| 2021 | Freedom - Formatos: Download digital          | —                 | —                 | —                 | —                 | —                 | 172               | —                 | —                 | 3                 | —                 | —                | —             |

### Álbuns deremix
| Ano  | Álbum                                                         | Melhores posições | Melhores posições | Melhores posições | Melhores posições | Melhores posições | Melhores posições | Melhores posições | Melhores posições | Melhores posições | Melhores posições | Vendas         | Certificações  |
| Ano  | Álbum                                                         | CAN               | ALE               | AUS               | BRA               | DIN               | EUA               | FRA               | IRL               | NZL               | RU                | Vendas         | Certificações  |
| ---- | ------------------------------------------------------------- | ----------------- | ----------------- | ----------------- | ----------------- | ----------------- | ----------------- | ----------------- | ----------------- | ----------------- | ----------------- | -------------- | -------------- |
| 2010 | My Worlds Acoustic - Formatos: CD, download digital           | 5                 | —                 | —                 | —                 | —                 | 7                 | —                 | —                 | —                 | —                 | - : 1 020 000  | - EUA: Ouro    |
| 2011 | Never Say Never: The Remixes - Formatos: CD, download digital | 5                 | 72                | 15                | 1                 | 25                | 1                 | 71                | 10                | 14                | 17                | - EUA: 676 000 | - EUA: Platina |
| 2013 | Believe Acoustic - Formatos: CD, download digital             | 1                 | 36                | 2                 | 1                 | 3                 | 1                 | 7                 | 3                 | 2                 | 5                 | - : 970 000    | - RU: Ouro     |

### Compilações
| Ano  | Álbum                                                      | Melhores posições | Melhores posições | Melhores posições | Melhores posições | Melhores posições | Melhores posições | Melhores posições | Melhores posições | Melhores posições | Melhores posições | Vendas      | Certificações |
| Ano  | Álbum                                                      | AUS               | DIN               | FRA               | IRL               | RU                | SUE               | HOL               | FIN               | ITA               | NOR               | Vendas      | Certificações |
| ---- | ---------------------------------------------------------- | ----------------- | ----------------- | ----------------- | ----------------- | ----------------- | ----------------- | ----------------- | ----------------- | ----------------- | ----------------- | ----------- | ------------- |
| 2010 | My Worlds: The Collection - Formatos: CD, download digital | —                 | 12                | —                 | —                 | —                 | 27                | 26                | 36                | 27                | —                 | - : 210 000 | - SUE: Ouro   |
| 2013 | Journals - Formatos: LP, download digital                  | 35                | 2                 | 174               | 64                | 46                | —                 | —                 | 33                | 38                | 2                 | - : 195 000 | - DIN: Ouro   |

Notas
- A^ Vendas mundiais contadas em unidades equivalentes ao álbum.
- B^ Em alguns países, o álbum foi lançado como My Worlds, um relançamento de My World contendo também as faixas de My World 2.0, e as vendas dos dois foram somadas.

## Singles

### Como artista principal
| Ano  | Single                                               | Melhores posições | Melhores posições | Melhores posições | Melhores posições | Melhores posições | Melhores posições | Melhores posições | Melhores posições | Melhores posições | Melhores posições | Certificações (vendas necessárias) | Álbum               |
| Ano  | Single                                               | CAN               | ALE               | AUS               | BRA               | DIN               | EUA               | FRA               | IRL               | NZL               | RU                | Certificações (vendas necessárias) | Álbum               |
| ---- | ---------------------------------------------------- | ----------------- | ----------------- | ----------------- | ----------------- | ----------------- | ----------------- | ----------------- | ----------------- | ----------------- | ----------------- | ---------------------------------- | ------------------- |
| 2009 | "One Time"                                           | 12                | 14                | 23                | 2                 | —                 | 17                | 13                | 31                | 6                 | 11                | - RU: Prata                        | My World            |
| 2009 | "One Less Lonely Girl"                               | 10                | 22                | 68                | —                 | —                 | 16                | 9                 | 9                 | —                 | 62                | - CAN: Platina                     | My World            |
| 2010 | "Baby" (com part. de Ludacris)                       | 3                 | 22                | 3                 | 4                 | 13                | 5                 | 1                 | 7                 | 4                 | 3                 | - RU: Platina                      | My World 2.0        |
| 2010 | "Eenie Meenie" (com Sean Kingston)                   | 14                | 60                | 11                | —                 | —                 | 15                | —                 | 12                | 5                 | 9                 | - RU: Ouro                         | My World 2.0        |
| 2010 | "Somebody to Love"                                   | 10                | 16                | 20                | —                 | —                 | 15                | 17                | 33                | 12                | 33                | - RU: Prata                        | My World 2.0        |
| 2010 | "U Smile"                                            | 17                | —                 | 65                | 24                | —                 | 27                | —                 | 30                | —                 | 98                | - EUA: Platina                     | My World 2.0        |
| 2010 | "Never Say Never" (com part. de Jaden Smith)         | 11                | —                 | 17                | 98                | —                 | 8                 | 93                | 22                | 20                | 34                | - NZL: Ouro                        | My Worlds Acoustic  |
| 2010 | "Pray"                                               | —                 | 51                | 94                | —                 | —                 | 61                | 14                | —                 | 18                | 112               | - EUA: Platina                     | My Worlds Acoustic  |
| 2011 | "Mistletoe"                                          | 9                 | 53                | 20                | 16                | 9                 | 11                | 76                | 16                | 11                | 21                | - NZL: Ouro                        | Under the Mistletoe |
| 2011 | "All I Want for Christmas Is You" (com Mariah Carey) | 61                | —                 | —                 | —                 | —                 | 86                | —                 | —                 | —                 | 148               | - DIN: Ouro                        | Under the Mistletoe |
| 2012 | "Boyfriend"                                          | 1                 | 16                | 5                 | 2                 | 10                | 2                 | 17                | 9                 | 2                 | 2                 | - SUE: Ouro                        | Believe             |
| 2012 | "As Long as You Love Me" (com part. de Big Sean)     | 9                 | 38                | 8                 | 9                 | 6                 | 6                 | 48                | 28                | 6                 | 22                | - RU: Prata                        | Believe             |
| 2012 | "Beauty and a Beat" (com part. de Nicki Minaj)       | 4                 | 53                | 9                 | 46                | 30                | 5                 | 28                | 20                | 6                 | 16                | - RU: Ouro                         | Believe             |
| 2013 | "Right Here" (com part. de Drake)                    | —                 | —                 | —                 | —                 | —                 | 95                | —                 | —                 | —                 | —                 | - EUA: Ouro                        | Believe             |
| 2013 | "All Around the World" (com part. de Ludacris)       | 10                | 53                | 34                | 12                | 7                 | 22                | 63                | 31                | 15                | 30                | - EUA: Platina                     | Believe             |
| 2013 | "Heartbreaker"                                       | 15                | 32                | 30                | —                 | 1                 | 13                | 26                | 12                | 21                | 14                | - EUA: Ouro                        | Journals            |
| 2013 | "All That Matters"                                   | 14                | 46                | 41                | —                 | 1                 | 24                | 40                | 14                | 37                | 20                | - EUA: Platina                     | Journals            |
| 2013 | "Hold Tight"                                         | 23                | 56                | 48                | —                 | 1                 | 29                | 46                | 21                | —                 | 28                | - EUA: Ouro                        | Journals            |
| 2013 | "Recovery"                                           | 30                | 50                | 63                | —                 | 5                 | 41                | 56                | 25                | —                 | 28                | —                                  | Journals            |
| 2013 | "Bad Day"                                            | 26                | 66                | 54                | —                 | 1                 | 53                | 54                | 25                | —                 | 31                | —                                  | Journals            |
| 2013 | "All Bad"                                            | 26                | 61                | 60                | —                 | 2                 | 50                | 55                | 24                | —                 | 34                | —                                  | Journals            |
| 2013 | "PYD" (com part. de R. Kelly)                        | 32                | 64                | 56                | —                 | 4                 | 54                | 62                | 29                | —                 | 30                | —                                  | Journals            |
| 2013 | "Roller Coaster"                                     | 24                | 69                | 58                | —                 | 1                 | 47                | 70                | 31                | —                 | 37                | —                                  | Journals            |
| 2013 | "Change Me"                                          | 34                | 67                | 59                | —                 | 2                 | 59                | 84                | 33                | —                 | 39                | —                                  | Journals            |
| 2013 | "Confident" (com part. de Chance the Rapper)         | 29                | 61                | 53                | 33                | 1                 | 41                | 88                | —                 | —                 | 33                | - RU: Prata                        | Journals            |
| 2015 | "What Do You Mean?"                                  | 1                 | 4                 | 1                 | 1                 | 1                 | 1                 | 3                 | 1                 | 1                 | 1                 | - FRA: Platina                     | Purpose             |
| 2015 | "Sorry"                                              | 1                 | 3                 | 2                 | 1                 | 1                 | 1                 | 4                 | 1                 | 1                 | 1                 | - ALE: Platina                     | Purpose             |
| 2015 | "Love Yourself"                                      | 1                 | 3                 | 1                 | 8                 | 1                 | 1                 | 4                 | 1                 | 1                 | 1                 | - ALE: 3× Ouro                     | Purpose             |
| 2016 | "Company"                                            | 38                | —                 | 34                | —                 | 25                | 53                | 181               | 30                | 18                | 25                | - SUE: Ouro                        | Purpose             |
| 2017 | "Friends" (com BloodPop)                             | 4                 | 5                 | 2                 | 20                | 1                 | 20                | 8                 | 4                 | 2                 | 2                 | - SUE: Ouro                        | —                   |
| 2020 | "Yummy"                                              | 3                 | 15                | 4                 | 45                | 2                 | 2                 | 21                | 8                 | 1                 | 5                 | - RU: Ouro                         | Changes             |
| 2020 | "Intentions" (com part. de Quavo)                    | 4                 | 23                | 2                 | —                 | 4                 | 8                 | 58                | 7                 | 1                 | 8                 | - ITA: Ouro                        | Changes             |
| 2020 | "Forever" (com part. de Post Malone e Clever)        | 20                | 56                | 29                | —                 | 17                | 24                | 111               | 23                | 32                | 29                | - EUA: Ouro                        | Changes             |
| 2020 | "Stuck with U" (com Ariana Grande)                   | 1                 | 19                | 3                 | —                 | 5                 | 1                 | 29                | 2                 | 1                 | 4                 | - RU: Ouro                         | —                   |
| 2020 | "Holy" (com part. de Chance the Rapper)              | 1                 | 22                | 4                 | —                 | 7                 | 3                 | 125               | 2                 | 2                 | 7                 | - RU: Ouro                         | Justice             |
| 2020 | "Lonely" (com Benny Blanco)                          | 1                 | 9                 | 11                | —                 | 4                 | 12                | 35                | 7                 | 12                | 17                | - RU: Prata                        | Justice             |
| 2021 | "Anyone"                                             | 2                 | 30                | 5                 | —                 | 3                 | 6                 | 161               | 5                 | 9                 | 4                 | - RU: Prata                        | Justice             |
| 2021 | "Hold On"                                            | 4                 | 18                | 6                 | —                 | 2                 | 20                | 100               | 8                 | 7                 | 10                | - NZL: Ouro                        | Justice             |
| 2021 | "Peaches" (com part. de Daniel Caesar e Giveon)      | 1                 | 2                 | 1                 | —                 | 1                 | 1                 | 7                 | 1                 | 1                 | 2                 | - RU: Prata                        | Justice             |

### Como artista convidado
| Ano  | Single                                                                            | Melhores posições | Melhores posições | Melhores posições | Melhores posições | Melhores posições | Melhores posições | Melhores posições | Melhores posições | Melhores posições | Melhores posições | Certificações     | Álbum                              |
| Ano  | Single                                                                            | CAN               | ALE               | AUS               | BRA               | DIN               | EUA               | FRA               | IRL               | NZL               | RU                | Certificações     | Álbum                              |
| ---- | --------------------------------------------------------------------------------- | ----------------- | ----------------- | ----------------- | ----------------- | ----------------- | ----------------- | ----------------- | ----------------- | ----------------- | ----------------- | ----------------- | ---------------------------------- |
| 2010 | "We Are the World 25 for Haiti" (como parte do Artists for Haiti)                 | 7                 | —                 | 18                | —                 | 10                | 2                 | —                 | 9                 | 8                 | 50                | —                 | —                                  |
| 2010 | "Wavin' Flag" (Young Artists for Haiti)                                           | 1                 | —                 | —                 | —                 | —                 | —                 | —                 | —                 | —                 | 89                | - CAN: 3× Platina | —                                  |
| 2011 | "Next 2 You" (Chris Brown com Justin Bieber)                                      | 36                | 28                | 22                | —                 | 20                | 26                | —                 | 21                | 11                | 14                | - RU: Ouro        | F.A.M.E.                           |
| 2012 | "Live My Life" (Far East Movement com Justin Bieber)                              | 4                 | 8                 | 14                | —                 | 17                | 21                | 37                | 6                 | 15                | 7                 | - DIN: Platina    | Dirty Bass                         |
| 2013 | "#thatPower" (will.i.am com Justin Bieber)                                        | 6                 | 7                 | 6                 | —                 | 19                | 17                | 11                | 5                 | 16                | 2                 | - RU: Prata       | #willpower                         |
| 2013 | "Lolly" (Maejor com Justin Bieber e Juicy J)                                      | 27                | —                 | 98                | —                 | 8                 | 19                | 119               | —                 | —                 | 56                | —                 | —                                  |
| 2013 | "Wait for a Minute" (com Tyga)                                                    | 47                | 63                | —                 | —                 | 6                 | 68                | 103               | —                 | —                 | 41                | - EUA: Ouro       | —                                  |
| 2015 | "Where Are Ü Now" (com Jack Ü)                                                    | 5                 | 33                | 3                 | —                 | 8                 | 8                 | 24                | 9                 | 3                 | 3                 | - SUE: Ouro       | Skrillex and Diplo Presents Jack Ü |
| 2016 | "Cold Water" (Major Lazer com Justin Bieber e MØ)                                 | 1                 | 2                 | 1                 | —                 | 2                 | 2                 | 2                 | 1                 | 1                 | 1                 | - NZL: Platina    | Major Lazer Essentials             |
| 2016 | "Let Me Love You" (DJ Snake com Justin Bieber)                                    | 4                 | 1                 | 2                 | —                 | 3                 | 4                 | 1                 | 2                 | 3                 | 2                 | - RU: Platina     | Encore                             |
| 2016 | "Deja Vu" (Post Malone com Justin Bieber)                                         | 43                | —                 | —                 | —                 | —                 | 75                | 151               | —                 | 1                 | 63                | - RU: Prata       | Stoney                             |
| 2017 | "Despacito" (Remix) (Luis Fonsi com Justin Bieber e Daddy Yankee)                 | 1                 | —                 | 1                 | 1                 | 1                 | 1                 | —                 | 1                 | 1                 | 1                 | - ALE: Ouro       | Vida                               |
| 2017 | "I'm the One" (DJ Khaled com Justin Bieber, Quavo, Chance the Rapper e Lil Wayne) | 1                 | 4                 | 1                 | —                 | 2                 | 1                 | 11                | 2                 | 1                 | 1                 | - FRA: Ouro       | Grateful                           |
| 2017 | "2U" (David Guetta com Justin Bieber)                                             | 4                 | 3                 | 2                 | —                 | 2                 | 16                | 3                 | 5                 | 4                 | 5                 | - RU: Ouro        | 7                                  |
| 2018 | "Hard 2 Face Reality" (Poo Bear com Justin Bieber e Jay Electronica)              | 78                | —                 | —                 | —                 | 23                | 6                 | —                 | —                 | 5                 | —                 | —                 | Poo Bear Presents Bearthday Music  |
| 2018 | "No Brainer" (DJ Khaled com Justin Bieber, Chance the Rapper e Quavo)             | 4                 | 15                | 6                 | 10                | 1                 | 5                 | 59                | 4                 | 2                 | 3                 | - DIN: Ouro       | Father of Asahd                    |
| 2019 | "Earth" (com Lil Dicky)                                                           | 3                 | 77                | 17                | —                 | 12                | 17                | —                 | 18                | 20                | 21                | - RU: Prata       | —                                  |
| 2019 | "I Don't Care" (com Ed Sheeran)                                                   | 2                 | 2                 | 1                 | 49                | 1                 | 2                 | 5                 | 1                 | 2                 | 1                 | - ALE: Ouro       | No.6 Collaborations Project        |
| 2019 | "Love Thru the Computer" (Gucci Mane com Justin Bieber)                           | —                 | —                 | —                 | —                 | —                 | —                 | —                 | —                 | —                 | —                 | —                 | Delusions of Grandeur              |
| 2019 | "Don't Check on Me" (Chris Brown com Justin Bieber)                               | 48                | 93                | 20                | —                 | 23                | 67                | —                 | 40                | 13                | 29                | - AUS: Ouro       | Indigo                             |
| 2019 | "10,000 Hours" (com Dan + Shay)                                                   | 2                 | 47                | 4                 | —                 | 8                 | 4                 | —                 | 17                | 5                 | 17                | - RU: Prata       | —                                  |
| 2020 | "Monster" (com Shawn Mendes)                                                      | 1                 | 6                 | 7                 | —                 | 1                 | 8                 | 75                | 10                | 8                 | 9                 | - RU: Prata       | Wonder                             |

### Singlespromocionais
| Ano  | Single                                    | Melhores posições | Melhores posições | Melhores posições | Melhores posições | Melhores posições | Melhores posições | Melhores posições | Melhores posições | Melhores posições | Melhores posições | Certificações  | Álbum               |
| Ano  | Single                                    | CAN               | AUS               | BRA               | DIN               | EUA               | FRA               | IRL               | NOR               | NZL               | RU                | Certificações  | Álbum               |
| ---- | ----------------------------------------- | ----------------- | ----------------- | ----------------- | ----------------- | ----------------- | ----------------- | ----------------- | ----------------- | ----------------- | ----------------- | -------------- | ------------------- |
| 2009 | "Love Me"                                 | 12                | 65                | —                 | —                 | 37                | —                 | —                 | —                 | —                 | 71                | - EUA: Platina | My World            |
| 2009 | "Favorite Girl"                           | 15                | 92                | —                 | —                 | 26                | —                 | —                 | —                 | —                 | 76                | - EUA: Ouro    | My World            |
| 2010 | "Never Let You Go"                        | 14                | 67                | —                 | —                 | 21                | —                 | —                 | —                 | 16                | 84                | - EUA: Platina | My World 2.0        |
| 2011 | "The Christmas Song" (com part. de Usher) | 59                | 58                | —                 | 27                | 58                | —                 | —                 | 16                | —                 | 91                | —              | Under the Mistletoe |
| 2012 | "Die in Your Arms"                        | 14                | 31                | —                 | 9                 | 17                | 63                | 28                | 6                 | 21                | 34                | - EUA: Ouro    | Believe             |
| 2015 | "I'll Show You"                           | 8                 | 19                | —                 | 8                 | 19                | 57                | 14                | 9                 | 5                 | 15                | - RU: Ouro     | Purpose             |
| 2020 | "Get Me" (com part. de Kehlani)           | 48                | 61                | —                 | —                 | 93                | —                 | 58                | —                 | 4                 | 61                | —              | Changes             |

## Outras canções
- Canções não lançadas como single que entraram nas tabelas musicais.

| Ano  | Canção                                       | Melhores posições | Melhores posições | Melhores posições | Melhores posições | Melhores posições | Melhores posições | Melhores posições | Melhores posições | Melhores posições | Melhores posições | Certificações  | Álbum                        |
| Ano  | Canção                                       | CAN               | AUS               | BRA               | DIN               | EUA               | FRA               | IRL               | NOR               | NZL               | RU                | Certificações  | Álbum                        |
| ---- | -------------------------------------------- | ----------------- | ----------------- | ----------------- | ----------------- | ----------------- | ----------------- | ----------------- | ----------------- | ----------------- | ----------------- | -------------- | ---------------------------- |
| 2009 | "Down to Earth"                              | 61                | —                 | —                 | —                 | 79                | —                 | —                 | —                 | —                 | 149               | - EUA: Ouro    | My World                     |
| 2009 | "Bigger"                                     | 78                | —                 | —                 | —                 | 94                | —                 | —                 | —                 | —                 | 162               | —              | My World                     |
| 2009 | "First Dance" (com part. de Usher)           | 88                | —                 | —                 | —                 | 99                | —                 | —                 | —                 | —                 | 156               | —              | My World                     |
| 2009 | "Common Denominator"                         | 72                | —                 | —                 | —                 | —                 | —                 | —                 | —                 | —                 | 166               | —              | My World                     |
| 2010 | "Stuck In the Moment"                        | —                 | —                 | —                 | —                 | 124               | —                 | —                 | —                 | —                 | 151               | - EUA: Ouro    | My World 2.0                 |
| 2010 | "Overboard" (com part. de Jessica Jarrell)   | —                 | —                 | —                 | —                 | —                 | —                 | —                 | —                 | —                 | 182               | —              | My World 2.0                 |
| 2010 | "Up"                                         | —                 | —                 | —                 | —                 | 125               | —                 | —                 | —                 | —                 | —                 | —              | My World 2.0                 |
| 2010 | "That Should Be Me"                          | 99                | —                 | —                 | —                 | 92                | —                 | —                 | —                 | —                 | 179               | - EUA: Platina | My World 2.0                 |
| 2010 | "Kiss and Tell"                              | —                 | 78                | —                 | —                 | —                 | —                 | —                 | —                 | —                 | —                 | —              | My World 2.0                 |
| 2011 | "Born to Be Somebody"                        | 56                | —                 | —                 | —                 | 74                | —                 | —                 | —                 | —                 | —                 | —              | Never Say Never: The Remixes |
| 2011 | "Drummer Boy" (com part. de Busta Rhymes)    | 89                | —                 | —                 | —                 | 86                | —                 | —                 | —                 | —                 | —                 | - EUA: Ouro    | Under the Mistletoe          |
| 2012 | "Turn to You"                                | 22                | 25                | —                 | 12                | 60                | 79                | 27                | 11                | 18                | 39                | —              | —                            |
| 2012 | "Be Alright"                                 | —                 | —                 | —                 | —                 | 112               | —                 | —                 | —                 | —                 | —                 | - EUA: Ouro    | Believe                      |
| 2012 | "Believe"                                    | 100               | —                 | —                 | —                 | 113               | —                 | —                 | —                 | —                 | —                 | —              | Believe                      |
| 2013 | "Boyfriend" (Acústico)                       | —                 | —                 | —                 | —                 | 116               | —                 | —                 | —                 | —                 | —                 | —              | Believe Acoustic             |
| 2013 | "As Long as You Love Me" (Acústico)          | —                 | —                 | —                 | —                 | —                 | 108               | 98                | —                 | —                 | —                 | —              | Believe Acoustic             |
| 2013 | "Take You" (Acústico)                        | —                 | —                 | —                 | —                 | 107               | —                 | —                 | —                 | —                 | —                 | —              | Believe Acoustic             |
| 2013 | "Fall" (Ao vivo)                             | —                 | —                 | —                 | —                 | 118               | —                 | —                 | —                 | —                 | —                 | —              | Believe Acoustic             |
| 2013 | "I Would"                                    | —                 | —                 | —                 | —                 | 110               | —                 | —                 | —                 | —                 | 198               | —              | Believe Acoustic             |
| 2013 | "Nothing Like Us"                            | 43                | 73                | —                 | 39                | 59                | 193               | —                 | 11                | —                 | 68                | - EUA: Ouro    | Believe Acoustic             |
| 2014 | "Backpack" (com part. de Lil Wayne)          | —                 | —                 | —                 | 27                | —                 | —                 | —                 | —                 | —                 | 171               | —              | Journals                     |
| 2014 | "What's Hatnin'" (com part. de Future)       | —                 | —                 | —                 | 36                | —                 | —                 | —                 | —                 | —                 | 193               | —              | Journals                     |
| 2014 | "One Life"                                   | —                 | —                 | —                 | 34                | —                 | —                 | —                 | —                 | —                 | —                 | —              | Journals                     |
| 2014 | "Swap It Out"                                | —                 | —                 | —                 | 30                | —                 | —                 | —                 | —                 | —                 | —                 | —              | Journals                     |
| 2014 | "Memphis" (com part. de Big Sean)            | —                 | —                 | —                 | 31                | —                 | —                 | —                 | —                 | —                 | —                 | —              | Journals                     |
| 2014 | "Home to Mama" (com Cody Simpson)            | —                 | —                 | —                 | —                 | —                 | —                 | —                 | 21                | —                 | —                 | - DIN: Ouro    | Purpose                      |
| 2015 | "Mark My Words"                              | 29                | 49                | —                 | 24                | 42                | —                 | 32                | 25                | 22                | 33                | - RU: Prata    | Purpose                      |
| 2015 | "No Pressure" (com part. de Big Sean)        | 44                | 60                | —                 | —                 | 49                | —                 | 44                | —                 | 28                | 38                | - RU: Prata    | Purpose                      |
| 2015 | "No Sense" (com part. de Travis Scott)       | 42                | —                 | —                 | —                 | 54                | 198               | 59                | —                 | 36                | 54                | - RU: Prata    | Purpose                      |
| 2015 | "The Feeling" (com part. de Halsey)          | 25                | 22                | —                 | 33                | 31                | 163               | 31                | 32                | 20                | 34                | - RU: Prata    | Purpose                      |
| 2015 | "Life Is Worth Living"                       | 49                | —                 | —                 | —                 | 67                | —                 | 65                | 37                | —                 | 61                | - DIN: Ouro    | Purpose                      |
| 2015 | "Children"                                   | 47                | 52                | —                 | —                 | 74                | 161               | 40                | 29                | 31                | 44                | - SUE: Ouro    | Purpose                      |
| 2015 | "Purpose"                                    | 30                | 40                | —                 | 25                | 43                | 143               | 38                | 14                | 26                | 41                | - RU: Prata    | Purpose                      |
| 2015 | "Been You"                                   | 61                | —                 | —                 | —                 | 81                | —                 | 66                | —                 | —                 | 63                | - EUA: Ouro    | Purpose                      |
| 2015 | "Get Used to It"                             | 73                | —                 | —                 | —                 | 90                | —                 | 87                | —                 | —                 | 77                | —              | Purpose                      |
| 2015 | "We Are" (com part. de Nas)                  | 69                | —                 | —                 | —                 | 88                | —                 | —                 | —                 | —                 | 74                | —              | Purpose                      |
| 2015 | "Trust"                                      | 80                | —                 | —                 | —                 | 98                | —                 | —                 | —                 | —                 | —                 | —              | Purpose                      |
| 2015 | "All In It"                                  | 94                | —                 | —                 | —                 | —                 | —                 | —                 | —                 | —                 | 91                | —              | Purpose                      |
| 2020 | "All Around Me"                              | 68                | 77                | —                 | —                 | 100               | —                 | —                 | —                 | —                 | —                 | —              | Changes                      |
| 2020 | "Habitual"                                   | 65                | 80                | —                 | —                 | 98                | —                 | —                 | —                 | —                 | —                 | —              | Changes                      |
| 2020 | "Come Around Me"                             | 61                | 68                | —                 | —                 | 86                | —                 | —                 | —                 | —                 | —                 | —              | Changes                      |
| 2020 | "Available"                                  | 83                | 99                | —                 | —                 | 108               | —                 | —                 | —                 | —                 | —                 | —              | Changes                      |
| 2020 | "Running Over" (com part. de Lil Dicky)      | 84                | —                 | —                 | —                 | 106               | —                 | —                 | —                 | —                 | —                 | —              | Changes                      |
| 2020 | "Second Emotion" (com part. de Travis Scott) | 76                | 95                | —                 | —                 | 107               | —                 | —                 | —                 | —                 | —                 | —              | Changes                      |
| 2020 | "Changes"                                    | 88                | 100               | —                 | —                 | 120               | —                 | —                 | —                 | —                 | —                 | —              | Changes                      |
| 2020 | "Confirmation"                               | 96                | —                 | —                 | —                 | 124               | —                 | —                 | —                 | —                 | —                 | —              | Changes                      |

## Vídeos musicais
| Ano  | Canção                                               | Direção                     |
| ---- | ---------------------------------------------------- | --------------------------- |
| 2009 | "One Time"                                           | Vashtie Kola                |
| 2009 | "One Less Lonely Girl"                               | Roman White                 |
| 2010 | "Baby" (com Ludacris)                                | Ray Kay                     |
| 2010 | "Never Let You Go"                                   | Colin Tilley                |
| 2010 | "Eenie Meenie" (com Sean Kingston)                   | Ray Kay                     |
| 2010 | "Somebody to Love" (com Usher)                       | Dave Meyers                 |
| 2010 | "Never Say Never" (com Jaden Smith)                  | Honey                       |
| 2010 | "Love Me"                                            | Alfredo Flores              |
| 2010 | "U Smile"                                            | Colin Tilley                |
| 2010 | "Pray"                                               | Colin Tilley Alfredo Flores |
| 2011 | "That Should Be Me" (com Rascal Flatts)              | Mark Kalbfeld               |
| 2011 | "Mistletoe"                                          | Roman White                 |
| 2011 | "Fa La La" (com Boyz II Men)                         | Colin Tilley                |
| 2011 | "All I Want for Christmas Is You" (com Mariah Carey) | Sanaa Hamri                 |
| 2011 | "Santa Claus is Coming To Town"                      | Charles Oliver              |
| 2012 | "Boyfriend"                                          | Director X                  |
| 2012 | "As Long as You Love Me" (com Big Sean)              | Anthony Mandler             |
| 2012 | "Beauty and a Beat" (com Nicki Minaj)                | Justin Bieber               |
| 2013 | "All Around the World"                               | Life Garland                |
| 2013 | "All That Matters"                                   | Colin Tilley                |
| 2014 | "Confident" (com Chance the Rapper)                  | Colin Tilley                |
| 2015 | "What Do You Mean?"                                  | Brad Furman                 |
| 2015 | "Sorry"                                              | Parris Goebel               |
| 2015 | "Mark My Words"                                      | Parris Goebel               |
| 2015 | "I'll Show You"                                      | Rory Kramer                 |
| 2015 | "Love Yourself"                                      | Parris Goebel               |
| 2015 | "Purpose"                                            | Parris Goebel               |
| 2016 | "Company"                                            | Rory Kramer                 |
| 2020 | "Yummy"                                              | Bardia Zeinali              |
| 2020 | "Intentions" (com Quavo)                             | Michael D. Ratner           |
| 2020 | "Stuck with U" (com Ariana Grande)                   | Rory Kramer Alfredo Flores  |
| 2020 | "Holy" (com Chance the Rapper)                       | Colin Tilley                |
| 2020 | "Lonely" (com Benny Blanco)                          | Jake Schreier               |
| 2021 | "Anyone"                                             | Colin Tilley                |
| 2021 | "Hold On"                                            | Colin Tilley                |
| 2021 | "Peaches" (com Daniel Caesar e Giveon)               | Colin Tilley                |

| Ano  | Canção                                 | Direção                       |
| ---- | -------------------------------------- | ----------------------------- |
| 2010 | "We Are the World 25 for Haiti"        | Paul Haggis                   |
| 2010 | "Wavin' Flag"                          | —                             |
| 2011 | "Next 2 You" (com Chris Brown)         | Colin Tilley                  |
| 2012 | "Live My Life" (com Far East Movement) | Mickey Finnegan               |
| 2013 | "#thatPower" (com will.i.am)           | Ben Mor                       |
| 2013 | "Lolly" (com Maejor)                   | Matt Alonzo                   |
| 2013 | "Wait for a Minute" (com Tyga)         | Krista Liney                  |
| 2015 | "Where Are Ü Now" (com Jack Ü)         | Brewer                        |
| 2016 | "Cold Water" (com Major Lazer)         | Matt Baron                    |
| 2016 | "Let Me Love You" (com DJ Snake)       | James Lees                    |
| 2017 | "I'm the One" (com DJ Khaled)          | Eif Rivera                    |
| 2017 | "2U" (com David Guetta)                | Brewer                        |
| 2018 | "Hard 2 Face Reality" (com Poo Bear)   | Hannah Stocking               |
| 2018 | "No Brainer" (com DJ Khaled)           | Colin Tilley                  |
| 2019 | "Earth" (com Lil Dicky)                | Nigel Tierney Federico Heller |
| 2019 | "I Don't Care" (com Ed Sheeran)        | Emil Nava                     |
| 2019 | "10,000 Hours" (com Dan + Shay)        | Patrick Tracy                 |
| 2020 | "Monster" (com Shawn Mendes)           | Colin Tilley                  |